# Царь горы (альбом)
«Царь горы» — седьмой студийный альбом российского рэп-исполнителя Noize MC, релиз которого состоялся 16 декабря 2016 года.
На композиции «Make Some Noize», «Питерские крыши», «Грабли», «Чайлдфри» были выпущены видеоклипы.

## Список композиций
Все тексты написаны Иваном Алексеевым, кроме указанных, вся музыка написана Иваном Алексеевым, кроме указанных.
| №                   | Название                                                                | Текст песни                                 | Музыка                                                              | Длительность |
| ------------------- | ----------------------------------------------------------------------- | ------------------------------------------- | ------------------------------------------------------------------- | ------------ |
| 1.                  | «Make Some Noize»                                                       |                                             |                                                                     | 3:33         |
| 2.                  | «Стэнли запишет хит»                                                    |                                             |                                                                     | 2:52         |
| 3.                  | «Царь горы»                                                             |                                             |                                                                     | 4:29         |
| 4.                  | «Эмпайр Стэйт»                                                          |                                             |                                                                     | 2:49         |
| 5.                  | «Гвозди» (feat. Atlantida Project)                                      | Александра Соколова, Иван Алексеев          | Сергей Зязин, Александра Соколова, Иван Алексеев                    | 3:30         |
| 6.                  | «Грабли»                                                                |                                             |                                                                     | 4:37         |
| 7.                  | «Чайлдфри» (feat. Монеточка)                                            |                                             |                                                                     | 4:03         |
| 8.                  | «Face À La Mer» (feat. Bad Ness from «Piss Me Off» & «The Mercenaries») | Пасси Баленде, Алана Филиппи, Иван Алексеев | Каложеро Мориси, Джоаккино Мориси                                   | 4:10         |
| 9.                  | «Всё OK» (feat. Miss Baas)                                              |                                             | Иван Алексеев, Анастасия Александрина, Сергей Позняков              | 4:02         |
| 10.                 | «Джеймесон»                                                             |                                             |                                                                     | 3:52         |
| 11.                 | «Питерские крыши»                                                       |                                             |                                                                     | 3:34         |
| 12.                 | «Кислотный дождь»                                                       |                                             |                                                                     | 2:58         |
| 13.                 | «Любимый цвет»                                                          |                                             |                                                                     | 2:31         |
| 14.                 | «!L!VE!»                                                                |                                             | Ашот Петросян, Максим Крамар, Александр Кислинский, Михаил Козодаев | 2:37         |
| Общая длительность: | Общая длительность:                                                     | Общая длительность:                         | Общая длительность:                                                 | 49:43        |

## Критика
Альбом был в целом скорее положительно воспринят критиками, хоть и не стал откровением.
По версии портала rap.ru, альбом стал лучшим среди русских рэп-альбомов в 2016 году.

## Участники записи
Музыканты
- Иван Алексеев — вокал, гитары (1-5, 7, 9-13), бас-гитара (1-4, 7, 9), клавишные (3, 5-7, 9-12), семплер (4), битбокс (5, 13)
- Евгений «Marker» — скрэтч (1, 2, 11)
- Михаил Козодаев — барабаны (3, 5, 10, 14)
- Ашот Петросян — скрэтч (3, 10, 14), семплинг (14)
- Александра Соколова — вокал (5)
- Сергей Зязин — гитары (5), клавишные (5)
- Кирилл Борисов — гитары (6, 14)
- Лиза Монеточка — вокал (7)
- Ванесса Бадер — вокал (8)
- Иван Рябов — гитары (8)
- Анастасия Александрина — вокал (9)
- Александр Кислинский — бас-гитара (10, 14)
- Максим Крамар — гитары (14)

Технический персонал
- Евгений «Marker» — продакшн (1, 2, 4, 10-13), аранжировка (1, 2, 4, 11, 12), саунд-дизайн (1, 2, 4, 11, 12), сведение (1, 2, 4, 10-13)
- Иван Алексеев — аранжировка (3, 7, 10, 11, 13)
- Максим Крамар — аранжировка (3, 10, 14)
- Александр Кислинский — аранжировка (3, 10, 14)
- Михаил Козодаев — аранжировка (3, 10, 14)
- Ашот Петросян — аранжировка (3, 10, 14), саунд-дизайн (10)
- Кирилл Борисов — продакшн (3, 5-7, 14), аранжировка (3, 5-7), саунд-дизайн (3, 5-7, 14), сведение (3, 5-7, 14)
- Сергей Зязин — аранжировка (5)
- Сергей Позняков — продакшн (8, 9), аранжировка (8, 9), саунд-дизайн (8, 9), сведение (8, 9)